# Cryptomeigenia brimleyi
Cryptomeigenia brimleyi är en tvåvingeart som beskrevs av Henry J. Reinhard 1947. Cryptomeigenia brimleyi ingår i släktet Cryptomeigenia och familjen parasitflugor. Inga underarter finns listade i Catalogue of Life.